# Gory Rassechënnye
Die Gory Rassechënnye (englische Transkription von russisch Горы Рассечённые Gory Rassetschonnyje, deutsch ‚Zerlegte Berge‘) sind eine Gruppe aus Nunatakkern im Mac-Robertson-Land. Sie ragen westlich des Mount Reu in den Prince Charles Mountains auf. 
Russische Wissenschaftler benannten sie deskriptiv.